# Klášter Saint-Bernard
Klášter Saint-Bernard (francouzsky Monastère de Saint-Bernard), též známý jako konvent feulantů (fr. Couvent des Feuillants) je bývalý cisterciácký klášter reformované odnože feulantů v Paříži. Nacházel se v ulici Rue Saint-Honoré v 1. obvodu v prostoru dnešních domů č. 229-235.

## Historie
Klášter založil v roce 1587 francouzský král Jindřich III., který pozval do Paříže mnichy z mateřského kláštera Les Feuillants v Toulouse. Protože klášter zůstal věrný Jindřichu III. během Hugenotských válek, byl pod přímou ochranou krále, což potvrdil i Jindřich IV., a rostlo jeho bohatství. V letech 1600–1608 byl vybudován klášterní kostel Saint-Bernard-de-Clairvaux a v roce 1624 byl doplněn monumentálním průčelím.
V roce 1621 mniši zřídili svůj noviciát na předměstí faubourg Saint-Jacques (v prostoru dnešního domu č. 10 v Rue des Feuillantines), který byl roku 1633 přesunut na místo domů č. 91–105 na Boulevardu Saint-Michel, aby uvolnil místo ženské větvi řádu, feulantkám, které do Paříže pozvala Anna Rakouská.

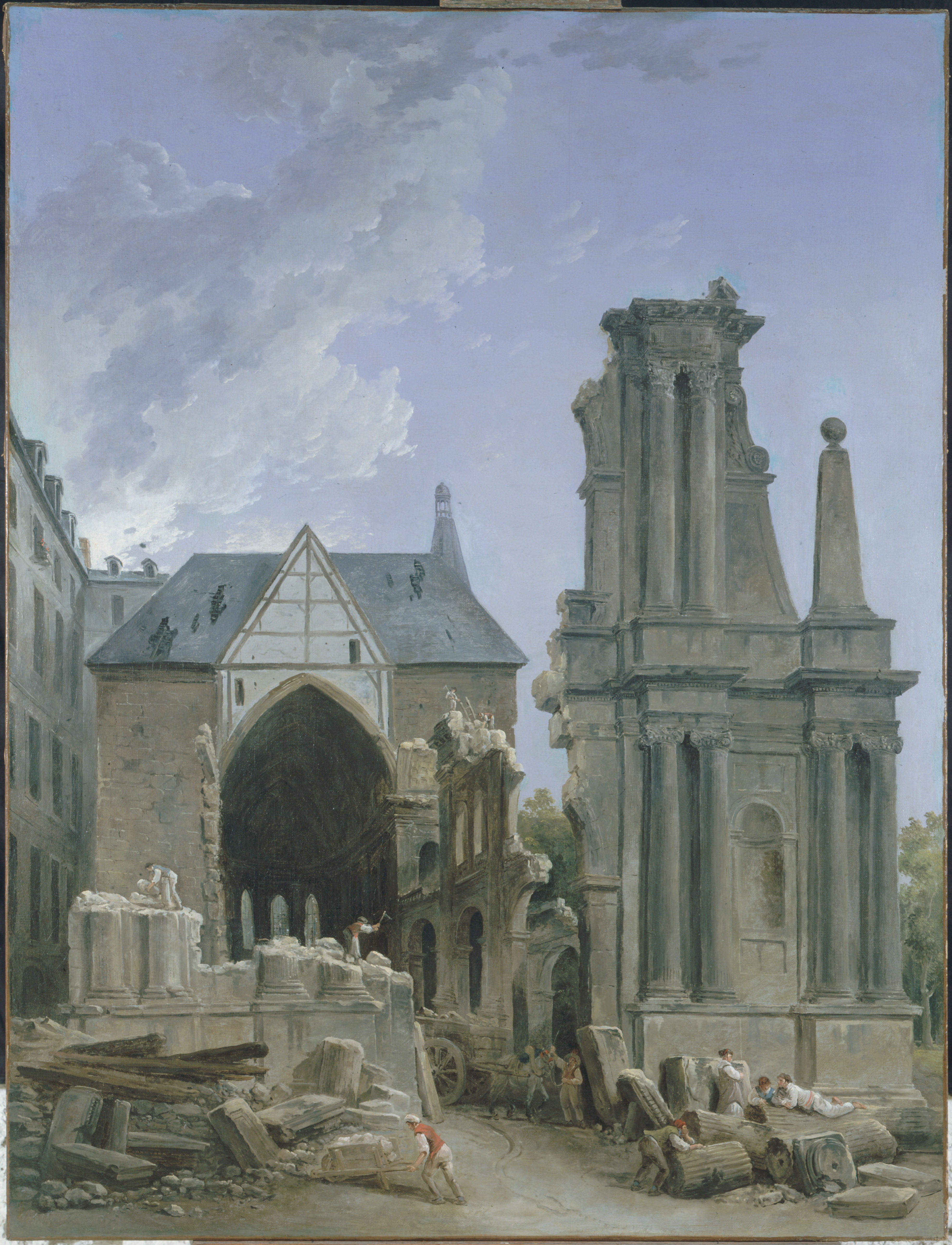
Hubert Robert: Demolice kostela feulantů, Musée Carnavalet

V roce 1790 za Velké francouzské revoluce byl majetek kláštera znárodněn. Uvolněný klášter se stal díky blízkosti Jízdárny, kde zasedalo Národní shromáždění, místem setkání jeho členů. V bývalém konventu se scházel politický klub, jehož členové byli podle místa nazýváni feuillanté. Jednalo se o bývalé jakobíny, kteří se názorově rozešli se svým původním klubem.
V lodi klášterního kostela na podzim roku 1791 zřídil svůj ateliér malíř Jacques-Louis David, který zde tvořil obraz Přísaha v míčovně. Pro tuto příležitost požádal všechny poslance, kteří se přísahy v roce 1789 zúčastnili, aby mu stáli modelem.
V roce 1793 Národní konvent opustil budovu Jízdárny i zdejšího kláštera a přesunul se do Tulerijského paláce. Klášterní budovy byly určeny jako kanceláře a sklady vojenské manufaktury. Krátce zde sídlilo muzeum dělostřelectva, než bylo roku 1796 přesunuto do kláštera jakobínů.
Budovy byly strženy na počátku 19. století v době vlády konzulátu a na jeho místě později vznikly ulice Rue de Rivoli a Rue de Castiglione. Zůstaly pouze budovy č. 229–235 v ulici Rue Saint-Honoré, které postavil v roce 1776 architekt Jacques Denis Antoine (1733–1801). Ty jsou od roku 1987 chráněny jako historická památka. Z kostela se dochovala pouze apsida ve dvoře jednoho z těchto domů.